# Montceau-les-Mines
Montceau-les-Mines là một xã trong tỉnh Saône-et-Loire, thuộc vùng hành chính Burgund của nước Pháp, có dân số là 20.634 người (thời điểm 1999).

## Nhân khẩu học
| 1962   | 1968   | 1975   | 1982   | 1990   | 1999   |
| ------ | ------ | ------ | ------ | ------ | ------ |
| 25 478 | 27 421 | 28 177 | 26 925 | 22 999 | 20 634 |

## Các thành phố kết nghĩa
- Geislingen an der Steige, Đức